# Province de Kōzuke

Carte des anciennes provinces du Japon avec Kōzuke mise en évidence.

La province de Kōzuke (上野国, Kōzuke-no kuni) est une ancienne province du Japon qui correspond à  l'actuelle préfecture de Gunma.
L'ancienne capitale de la province, Takasaki, était située près de l'actuelle Maebashi. Pendant l'époque Sengoku, Kōzuke a été contrôlée tour à tour par Shingen Takeda, Kenshin Uesugi, le clan Hōjō et Ieyasu Tokugawa. Le clan Yamana est originaire de cette province.
Pendant la période Edo, la province était divisée en 14 districts.